# Paradise (canción)
«Paradise» es la octava canción del disco Visions de Stratovarius.
Esta canción al igual que muchas en este álbum, hablan sobre las profecías de Nostradamus, la letra en si se refiere a lo que está pasando en el mundo la crueldad, el poder de las televisoras sobre la gente incitándolos a que lo que sale en la televisión es lo que está bien.
También habla de que cada día perdemos más nuestro paraíso, porque peleamos entre nosotros y no hacemos nada, por mejorar nuestra naturaleza y nuestro mundo
- Datos: Q6060796